# Thalassarche steadi
Thalassarche steadi ("vithättad albatross", officiellt svenskt trivialnamn saknas) är en fågel i familjen albatrosser inom ordningen stormfåglar.

## Utbredning och systematik
Den häckar i Aucklandöarna utanför Nya Zeeland. Den betraktas i allmänhet som underart till gråkindad albatross (Thalassarche cauta), men har getts artstatus av Birdlife International och IUCN

## Status
Internationella naturvårdsunionen IUCN kategoriserar den som nära hotad.

## Namn
Fågelns vetenskapliga artnamn hedrar nyzeeländske fältornitologen Edgar Fraser Stead (1881-1949).